# Elacatis corporaali
Elacatis corporaali es una especie de coleóptero de la familia Salpingidae.

## Distribución geográfica
Habita en Sumatra (Indonesia).